# 小行星6835
小行星6835（英語：6835 Molfino）是一颗围绕太阳公转的小行星。1994年4月30日，Stroncone在斯特龙科内发现了此天体。
这颗小行星的绝对星等为151.00125等。